# Дилон Бич (Калифорнија)
Дилон Бич (енгл. Dillon Beach) насељено је место без административног статуса у америчкој савезној држави Калифорнија.

## Демографија
По попису из 2010. године број становника је 283, што је 36 (-11,3%) становника мање него 2000. године.
| Група             | 2000.       | 2010.       |
| Белци             | 297 (93,1%) | 257 (90,8%) |
| Афроамериканци    | 1 (0,3%)    | 0 (0,0%)    |
| Азијати           | 9 (2,8%)    | 4 (1,4%)    |
| Хиспаноамериканци | 3 (0,9%)    | 9 (3,2%)    |
| Укупно            | 319         | 283         |